# Laura Nyro
Laura Nyro, pseudonimo di Laura Nigro (New York, 18 ottobre 1947 – Danbury, 8 aprile 1997), è stata una cantautrice, compositrice e pianista statunitense.
Sebbene in vita non abbia mai ottenuto ampio riscontro commerciale, i suoi brani sono stati portati al successo da altri artisti quali Blood, Sweat & Tears con When I Die, The Fifth Dimension con Wedding Bell Blues, Stoned Soul Picnic e Sweet Blindness, Barbra Streisand con Stoney End, Three Dog Night con Eli's Comin'. A partire dall'album Eli and the Thirteenth Confession ha ottenuto l'attenzione della critica ed è oggi considerata una vera e propria "artista di culto" che, a detta di Claudio Fabretti, «ha proiettato sulle successive generazioni una influenza straordinaria. Da Joni Mitchell, Suzanne Vega, Rickie Lee Jones, Fiona Apple, quasi tutte le cantautrici di lì a venire le saranno, più o meno consapevolmente, debitrici.»
Nel 2012 è stata inserita, con la presentazione di Bette Midler, nella Rock and Roll Hall of Fame di Cleveland.

## Biografia
Laura Nyro (vero cognome Nigro) nasce a New York nel 1947 da una famiglia italo-ebrea. Il padre Louis è un trombettista jazz, mentre la madre Gilda è contabile per l'Associazione Americana di Psicoanalisi. Laura cresce nel Bronx e frequenta la High School of Music and Art di Manhattan. Comincia a esibirsi nei locali della zona con un repertorio che mescola diverse influenze. A dodici anni inizia a suonare la tastiera e a diciassette vende la sua prima canzone And When I Die a Peter, Paul and Mary.
Nel 1967, a diciannove anni, pubblica anche il suo album di debutto, More Than a New Discovery. Il disco ha un esito commerciale deludente, ma i suoi brani sono portati al successo da altri artisti: i Fifth Dimension incidono Wedding Bell Blues e Blowin' Away, mentre Barbra Streisand porta al successo altre tre canzoni, tra cui And When I Die.
Nel 1968, l'allora talent-scout David Geffen la ingaggia per la sua etichetta. Il contratto con la Geffen Records le permette di realizzare Eli and the Thirteenth Confession prima e New York Tendaberry poi.
Con il primo di questi due album, Laura si prefigge di diventare una cantautrice completa, dal momento che il suo è un concept album sull'evoluzione di una ragazza. Il disco è stato definito un audace amalgama di jazz, soul, funky e rock, con melodie raffinate e arrangiamenti eleganti. Pur non raggiungendo il grande successo, l'album impone l'artista all'attenzione della critica e, come al solito, fa le fortune altrui: due brani saranno reinterpretati dai Fifth Dimension, mentre Eli's Comin' sarà proposta dai Three Dog Night.
New York Tendaberry (1969, prodotto da Roy Halee) prosegue su questa falsariga e propone una destrutturazione della canzone alla maniera di Miles Davis, che Laura aveva conosciuto in occasione dei concerti organizzati da Bill Graham al Fillmore West. I temi sono perlopiù sociali: riguardano la povertà, l'alienazione nella metropoli di New York e le riflessioni personali dell'autrice.
Nel frattempo, però, Laura diventa sempre più insofferente nei confronti della "macchina" discografica: scioglie il contratto con la Geffen Records, ma rimane alla Columbia Records. Nel 1970 pubblica Christmas and the Beads of Sweat, a cui collaborano Barry Beckett, Roger Hawkins, Eddie Hinton e Duane Allman.
Segue il primo disco "non originale", ossia Gonna Take a Miracle, che viene registrato con Kenny Gamble e Leon Huff. L'album contiene tributi alla Motown e al doo-wop.
A ventiquattro anni, in preda a crisi personali e artistiche, annuncia il ritiro. Sposa il falegname David Bianchini (dal quale avrà un figlio) e si trasferisce da Manhattan a un cottage nel Massachusetts. Il suo matrimonio però dura poco, e nel 1975 divorzia dal marito. Inoltre sua madre Gilda muore di tumore alle ovaie all'età di quarantanove anni.

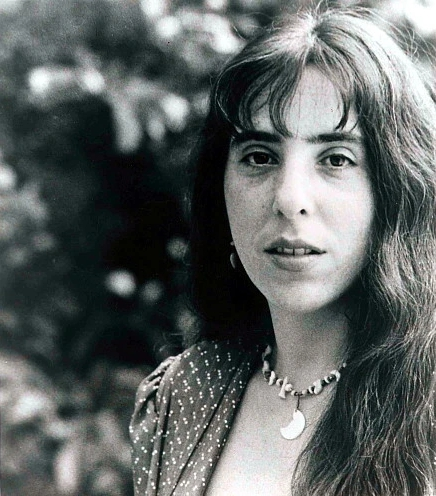
Laura Nyro nel 1988

Nel 1976 decide di ritornare in studio e registra Smile (pubblicato nello stesso anno), che coniuga brani originali a cover. Seguono il live Season of Lights (1977) e Nested (1978). Dopodiché Laura si concede una nuova lunga pausa, durante la quale abbraccia l'universo lesbico e femminista. Incontra nel 1977 la pittrice Maria Desiderio, insieme alla quale vivrà per diciassette anni nel Connecticut, dove alleva anche il figlio Gil Bianchini.
Nel 1984 torna con Mother's Spiritual che, come dice già il titolo, è dedicato alla madre scomparsa. Dopo cinque anni pubblica Live at the Bottom Line (1989), registrato proprio al Bottom Line di New York.
Nel 1993 è la volta della prima raccolta di materiale inedito. Esce Walk the Dog and Light the Light, con la produzione affidata a Gary Katz (già con Steely Dan). Nel 1994 si esibisce già malata in Giappone, prima di ritirarsi ai Power Station Studio di New York con diversi musicisti.
Muore per un cancro alle ovaie, proprio come la madre, nell'aprile 1997. Nel frattempo aveva chiesto alla sua famiglia di piantare un acero giapponese fuori dalla finestra della sua stanza, che sarebbe cresciuto durante la sua agonia.
Subito dopo la sua morte viene diffusa l'antologia Stoned Soul Picnic - The Best of Laura Nyro, contenente brani scelti da lei stessa. 
Nel 2001 viene pubblicata la raccolta di inediti e rarità Angel in the Dark. In sua memoria, inoltre, viene organizzato un concerto-tributo a cui partecipano Patti LaBelle, Phoebe Snow, Sandra Bernhard, Cyndi Lauper. Inoltre Michele Kort pubblica una sua biografia intitolata Soul Picnic: The Music and Passion of Laura Nyro in cui tratta anche dell'impegno femminista e animalista dell'ultima Laura Nyro.
Nel 2012 è stata inserita nella Rock and Roll Hall of Fame.

## Discografia

### Album
- 1967 - More Than a New Discovery
- 1968 - Eli and the Thirteenth Confession
- 1969 - New York Tendaberry
- 1970 - Christmas and the Beads of Sweat
- 1971 - Gonna Take a Miracle
- 1973 - The First Songs (rielaborazione di More Than a New Discovery)
- 1976 - Smile
- 1978 - Nested
- 1984 - Mother's Spiritual
- 1993 - Walk the Dog and Light the Light
- 2001 - Angel in the Dark (postumo)

### Live
- 1977 - Season of Lights
- 1989 - Laura: Live at the Bottom Line
- 2000 - Live at Mountain Stage (registrato nel 1990)
- 2002 - Live: The Loom's Desire (registrato nel 1993-1994)
- 2003 - Live in Japan (registrato nel 1994)
- 2004 - Spread Your Wings and Fly: Live at the Fillmore East (registrato il 30 maggio 1971)

### Raccolte
- 1972 – Laura Nyro sings her Greatest Hits (solo in Giappone)
- 1980 – Impressions
- 1997 – Stoned Soul Picnic: The Best of Laura Nyro (reissue nel 2011 come The Essential Laura Nyro)
- 1999 – Premium Best Collection-Laura Nyro (solo in Giappone)
- 2000 – Time and Love: The Essential Masters
- 2006 – Laura Nyro-Collections